# Дім Гоголя
Дім Гоголя (офіційна назва Дім М. В. Гоголя — меморіальний музей і наукова бібліотека) — державна бюджетна установа культури міста Москви, присвячена письменнику Миколі Гоголю. Розташований в колишній садибі графа Олександра Толстого за адресою Нікітський бульвар, 7а, де письменник прожив чотири роки — з 1848 до своєї смерті у 1852-му. На початок 2018 року музей був єдиним центром пам'яті Гоголя в Росії.
Музейна експозиція складається з шести меморіальних кімнат, розташованих на першому поверсі будівлі. У фондах наукової бібліотеки зберігається понад 300 томів прижиттєвих і посмертних видань Миколи Гоголя. Щорічно проводиться наукова конференція «Гоголівські читання», концерти та художні виставки. З 2014 року в рамках меморіального центру функціонує артпростір «Нове крило».

## Історія

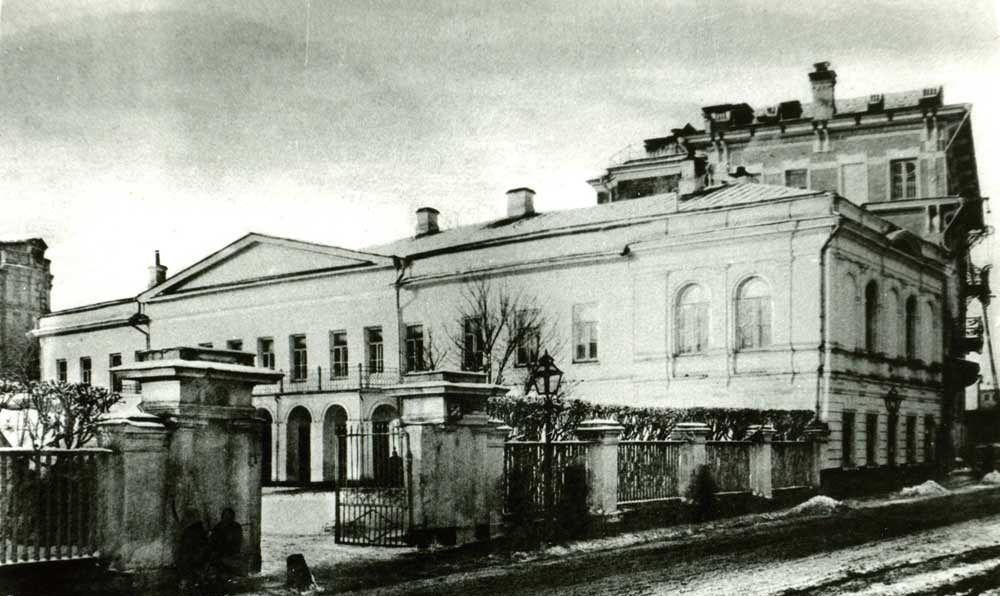
Будинок Гоголя в 1900-х роках

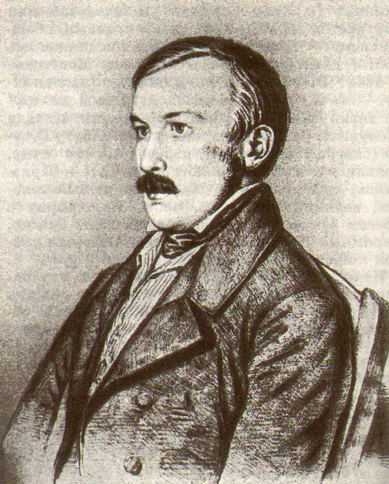
Портрет графа Олександра Толстого, 1840-ті роки

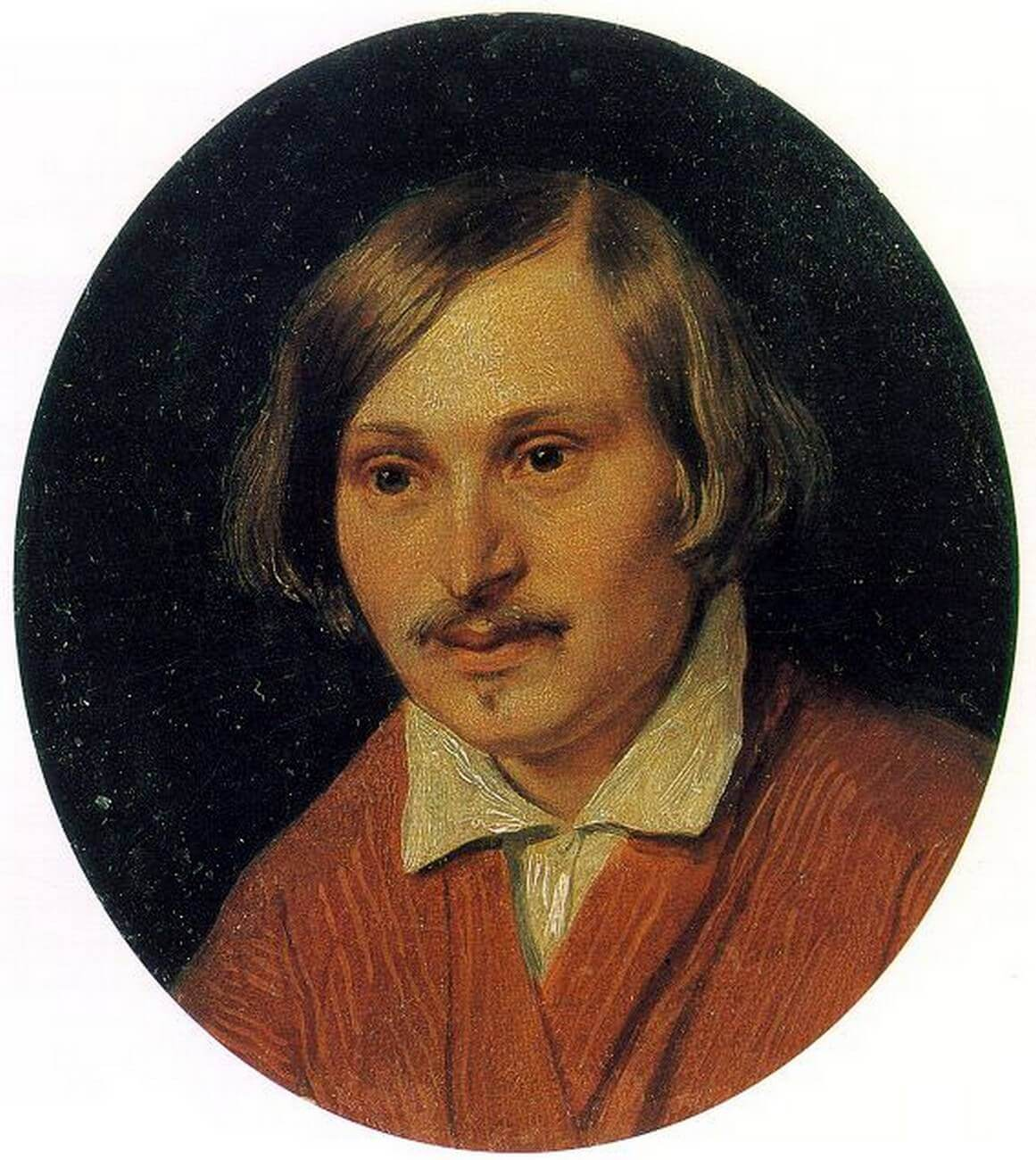
Портрет Миколи Гоголя пензля художника Олександра Іванова, 1940 — роки

### Будівля до Гоголя
Історія будівлі простежується з XVII століття, коли на ділянці, що належала сотнику Івану Бутурліну, були побудовані перші кам'яні палати. Згодом будівлею володіли сім'я Олексія Плохово, а також дружина таємного радника Марія Салтикова. У 1802 році під її керівництвом було складено план споруди, що об'єднує окремо стоячі палати будівлі. Сучасні форми надав садибі наступний власник маєтку — колезький асесор Дмитро Болтін, збільшивши в 1809 році її довжину з 14 до 22 сажнів. Під час пожежі 1812 року були знищені всі дерев'яні споруди у дворі ділянки, а кам'яна будівля сильно постраждала. До 1822 року садиба була перебудована новим власником генерал-майором Олександром Тализіним, який збільшив розміри ділянки та видозмінив фасади. Микола Гоголь в'їхав в садибу в 1848 році на запрошення нових власників — графів Олександра і Анни Толстих. Йому відвели дві кімнати в нижньому поверсі будинку, де письменник прожив до своєї смерті в 1852 році.

### Життя письменника в Москві
Микола Гоголь уперше відвідав Москву в червні 1832 року. Завдяки знайомству з істориком Михайлом Погодіним він був введений в коло літераторів і став бувати в гостях у Сергія Аксакова, Михайла Щепкіна, Петра Кірієвського, Олексія Хом'якова, Олександра Черткова, Василя Боткіна та інших. У період з 1832 по 1848 рік Гоголь неодноразово відвідував Москву, зупиняючись у Сергія Шевирьова і Михайла Погодіна, сварка з яким в 1848 році і послужила приводом для прийняття запрошення графа Толстого оселитися в будинку на Нікітському бульварі. У цій садибі письменник продовжив працювати над другим томом «Мертвих душ», рукопис якого він спалив за кілька днів до своєї смерті. Відомо, що в гості до Гоголя приходили Іван Тургенєв, Михайло Погодін, Сергій Аксаков, Михайло Щепкін, Олександра Смирнова-Россет, Степан Шевирьов.
|  | Первая [комната] вся устлана зеленым ковром, с двумя диванами по двум стенам (1-й от двери налево, а 2-й за ним, по другой стене); прямо печка с топкой, заставленной богатой гардинкой зеленой тафты (или материи) в рамке; рядом дверь у самого угла к наружной стене, ведущая в другую комнату, кажется, спальню, судя по ширмам в ней, на левой руке; в комнате, служащей приемной, сейчас описанной, от наружной стены поставлен стол, покрытый зеленым сукном, поперек входа к следующей комнате (спальне), а перед первым диваном тоже такой же стол. |

### Створення музею
У 1923 році з ініціативи Надії Крупської була організована бібліотека Наркомосу, спочатку вона отримала назву Міська бібліотека № 130, а в 1961-м — отримала № 2. У 1966 році за указом виконкому Моссовета будівля на Нікітському бульварі було передано Міській бібліотеці № 2. З 1976 по 1977 рік в будівлі йшов ремонт. Через два роки після його закінчення на першому поверсі музею відкрилися меморіальні кімнати Миколи Гоголя, обстановку яких відтворили за спогадами сучасників, а в 1979 році Міська бібліотека № 2 була перейменована в Бібліотеку імені Гоголя. У фонді бібліотеки зберігається велика колекція партитур російських і радянських композиторів, понад триста томів зібрань творів прижиттєвих та посмертних видань Гоголя, колекція наукових праць з біографії та наукової спадщини письменника. Бібліотека також займається літературним краєзнавством.
Експозиція музею розташована в шести кімнатах першого поверху. За задумом організаторів, в кожній кімнаті є символічна інсталяція у вигляді «ведучого» предмета. У передпокої акцент зроблений на скриню, що символізує часті подорожі Гоголя і його тимчасове перебування в Москві. У вітальні центральним об'єктом є камін, який зв'язується зі спаленням другого тому «Мертвих душ». У кабінеті Гоголя стоїть крісло, яке перше прочитання Гоголем п'єси «Ревізор» перед запрошеними літераторами, а в «Кімнаті пам'яті» зберігається посмертна маска письменника.
Основною проблемою організації експозиції стала відсутність меморіальних речей Гоголя. У зв'язку з цим, велика кількість експонатів були взяті з колекцій близьких друзів письменника: диван Олександра Островського, стіл Михайла Погодіна, фаянсова чорнильниця — дар художника Елія Билютина — була привезена з Кибинец, де Гоголь проводив час зі своєю матір'ю. По експозиціях доступний віртуальний тур.

Провідний дослідник життя і творчості Гоголя Ігор Золотуський вважає, що «театр речей», відкритий в кімнатах Гоголя, є «ганебним висміюванням пам'яті письменника», оскільки Гоголь пережив у цих стінах будинку багато труднощів: написання і спалення другого тому «Мертвих душ», відмова сім'ї Вільгорських у сватанні до їхньої дочки, смерть письменника. На думку Золотуського, організатори експозиції не змогли передати релігійні погляди Гоголя:
|  | «Душа Гоголя запрятана», как объясняют те, кто это придумал, «в сундук Пандоры». Сундук стоит на колесах, как бы изображая, с одной стороны, вместилище души писателя, а с другой — бричку Чичикова. Гоголь был человек религиозный, искренне верующий, а его заткнули в языческий постмодернистский ящик! Еще там есть лазерное шоу. Механизм, который «отражает тени умерших, когда-то посещавших этот дом, возле камина, где Гоголь сжег второй том». Он сжег второй том не в камине, а в печке с топкой, как пишут люди, знавшие его! |

Ірина Монахова також вважає, що використання лазерних технологій не повинно використовуватися в музейній експозиції, присвяченій життю Гоголя.
Питаннь реставрації будівлі після ремонту торкався реставратор та мистецтвознавець Сава Ямщиков: «Музею як і раніше немає. Є меморіальні кімнати при міській бібліотеці імені Гоголя. Ще 20 років тому ми з Ігорем Золотусским говорили про необхідність відкриття музею. І пропонували бібліотеку перемістити в сусіднє приміщення, а все праве крило будинку віддати музею. Але цього не зробили досі. А те, що відкрили у меморіальних кімнатах Гоголя, я називаю поміссю Діснейленду з антикварним магазином на Рубльовці. Одні дзеркала чого варті…».
Історик-мистецтвознавець Ніна Молєва також стверджує, що будівельні роботи, що проводяться з 2001 по 2009 рік, призвели до спотворення історичного вигляду будівлі.
У дворі садиби встановлено пам'ятник Миколі Гоголю, створений Миколою Андрєєвим до 100-річчя з дня народження письменника. По інший бік Арбатській площі (яка в 1919 році називалася Гоголівською) знаходиться ще один пам'ятник письменнику роботи скульптура Миколи Томського, який також був виконаний до 100-ї річниці.

## Сучасність
Нині до складу «Дому Гоголя» входить бібліотека, меморіальний музей, артпростір «Нове Крило» і виставковий зал. Реорганізація будівлі для формування об'єднаного меморіального центру розпочалася у 2001 році. У березні 2009 року був відкритий «Дім Гоголя» як простір, що поєднує «комплексне бібліотечно-інформаційне та музейна обслуговування». Читальний зал бібліотеки обладнаний комп'ютерами та доступом до інтернету, а в залі регулярно проводяться публічні зустрічі з діячами культури. У 2009 році, до 200-річчя з дня народження письменника, була відкрита розширена експозиція. На початок 2018 року «Дім Гоголя» є єдиним музеєм в Росії присвяченим життю письменника.
З 2014 року в колишньому каретному сараї садиби функціонує артпростір «Нове Крило», в якому виставляються роботи різних жанрів мистецтва. Перші дві виставки «#Авторжжет» і «Ідентичний натуральному» були присвячені символічному переміщенню художнього світу Гоголя в реальний.
«Дім Гоголя» прагне зберегти «культурну пам'ять» про письменника. У центрі проходять лекції з мистецтва і літератури, художні вистави та концерти, також працює дитяча студія. Щороку в будинку письменника проходить міжнародна наукова конференція «Гоголівські читання».
У 2017 році в театрально-музичної вітальні «Дому Гоголя» відкрився кінолекторій «Без розуму від музики», де щотижня читалися лекції з історії американського кіно 1930—1940-х років. У тому ж році відбувся концерт музикантів оркестру «Нова Опера» з програмою інструментальної та вокальної музики XVII—XIX століть і кінолекторій, присвячений фільму Ельдара Рязанова «Карнавальна ніч». 2018 рік розпочався з вистави «Мертві Душі», організованого спільно з театральним об'єднанням «МАР-Т», музичної казки «Скарби старої скрині» і постановок вистав разом з Грецьким культурним центром.